# James Young Simpson
Ne doit pas être confondu avec James McMillan Simpson.
Pour les articles homonymes, voir Simpson.

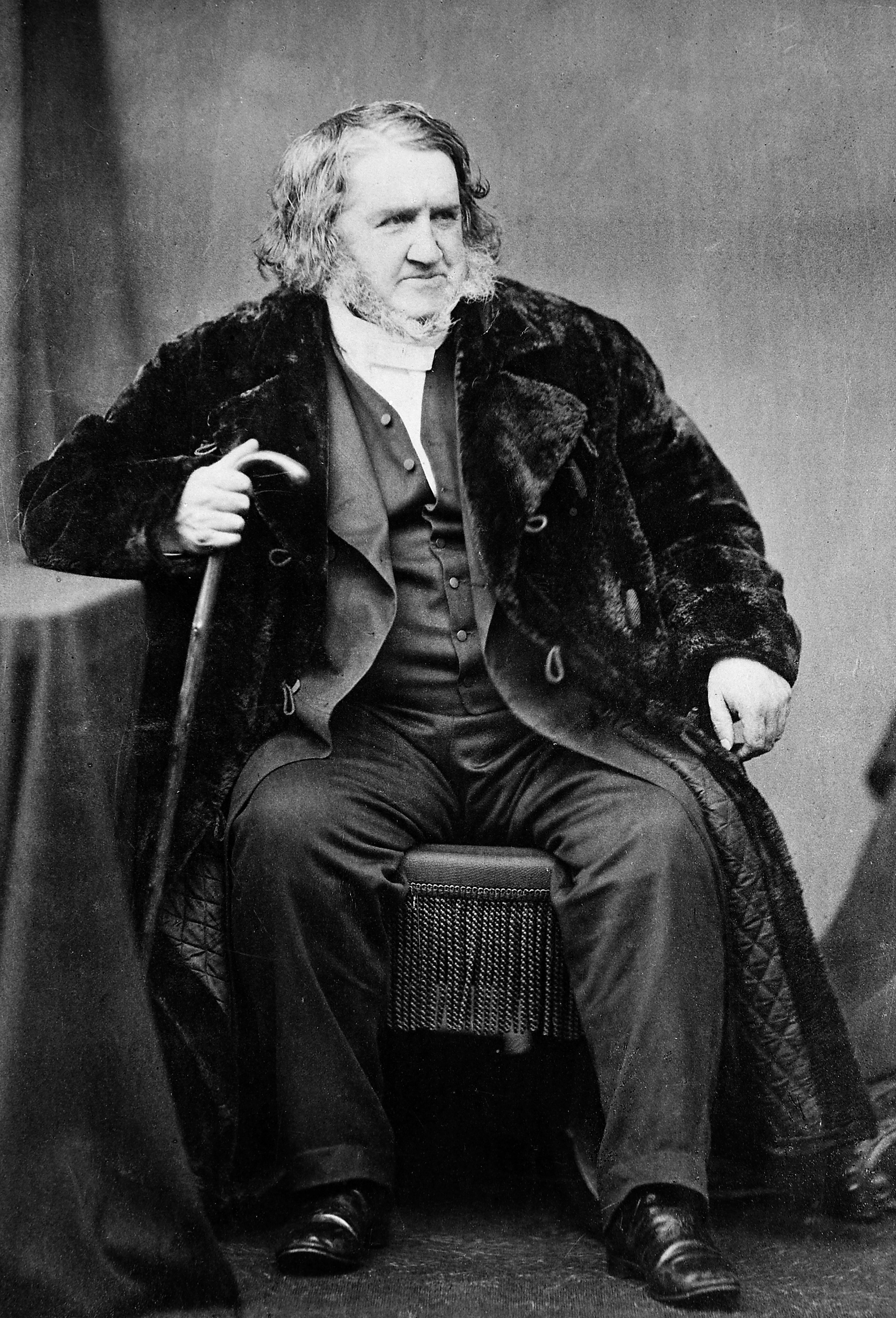
James Young Simpson

James Young Simpson  (7 juin 1811, Bathgate – 6 mai 1870, Édimbourg), 1er baronnet, est un obstétricien écossais qui utilise pour la première fois le chloroforme au cours de l'accouchement.

## Biographie
Il essaie pour la première fois cet agent anesthésique en janvier 1847, puis publie son célèbre Account of a New Anaesthetic Agent. L'utilisation du chloroforme et de l'éther pour lutter contre la douleur de l'accouchement suscite une opposition des médecins et du clergé. Néanmoins il est nommé médecin de la reine en 1847 puis titré baronnet en 1866. L'utilisation du chloroforme par la reine Victoria en 1853 pour la naissance de Leopold par le docteur John Snow popularise cette méthode.
Il met au point un forceps qui porte son nom et s'intéresse à la médecine fœtale ainsi qu'à l'hermaphrodisme. Il est aussi l'inventeur de l'aspiration utérine actuellement utilisé dans l'I.V.G.
Simpson rédige également Homœopathy, its Tenets and Tendencies, réfutant les idées avancées par Samuel Hahnemann. 

## Sources
- « Simpson, Sir James Young », 1st Baronet, Encyclopædia Britannica, 2005.